# Mughiphantes omega
Mughiphantes omega là một loài nhện trong họ Linyphiidae.
Loài này thuộc chi Mughiphantes. Mughiphantes omega được J. Denis miêu tả năm 1952.